# 克氏諾福克三鰭䲁
克氏諾福克三鰭䲁（學名：Trinorfolkia clarkei），為輻鰭魚綱䲁形目三鰭䲁科諾福克三鰭䲁屬的一個種，1888年，亞歷山大·莫頓根據從巴斯海峽克拉克島採集的標本描述了這種魚，分布於東印度洋澳洲南部與塔斯馬尼亞海域，深度0至30公尺，本魚體延長，體色灰色至棕色或橙色，通常背部有七條較暗的條紋，第一背鰭上通常有一個大的黑色斑點，背鰭硬棘15-19枚、背鰭軟條10-12枚、臀鰭硬棘2枚、臀鰭軟條19-21枚，體長可達8公分，成魚棲息在沿海珊瑚礁及河口，雌魚產附著性卵在藻類築的巢，雄魚會守護卵，幼魚為浮游性，生活習性不明。